# 박경수 (소설가)
박경수(朴敬洙, 1930년 4월 1일 ~ 2012년 12월 24일)는 대한민국의 소설가이다.
충남 서천군 출생이며, 초등학교 교사·중학교 교원 등을 지냈다. 1955년 《사상계》 2주년 기념 현상모집에 단편 〈그들이〉가 입선되었다. 1959년 〈이빨과 발톱〉 이후, 〈절벽〉(1961), 〈박람회〉(1962), 〈애국자〉(1964), 〈어느 빈농의 세대〉(1965) 등의 단편을 발표하였고, 1970년 장편 《동토》,《흔들리는 산하》 등으로 문제작가로 떠올랐다.
2012년 노환으로 별세했다.